# An die ferne Geliebte

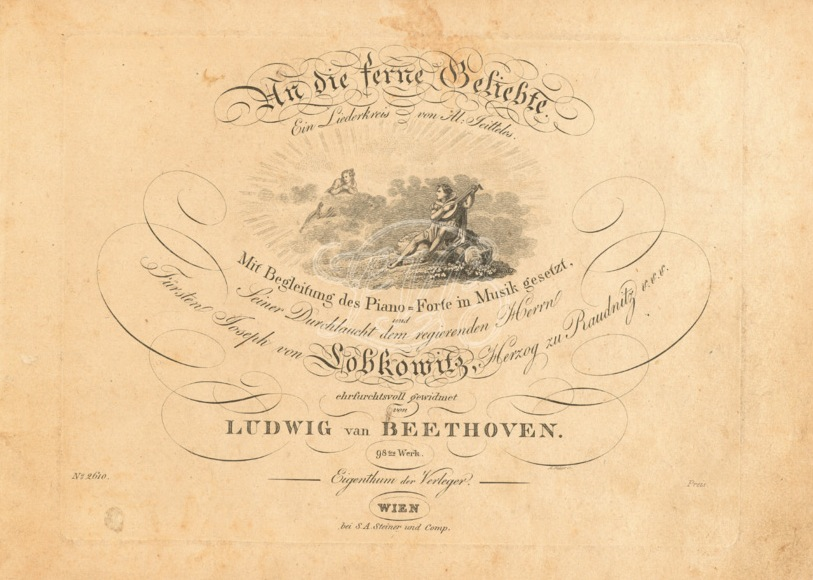
Beethoven, An die ferne Geliebte

À la Bien-aimée lointaine
An die ferne Geliebte (À la Bien-aimée lointaine en français), opus 98, de Ludwig van Beethoven, est un cycle de six lieder pour voix de baryton et piano composé entre 1815 et 1816 sur des poèmes d'Alois Jeitteles et publié en décembre 1816 avec une dédicace au prince Lobkowitz.

## Composition
Composé quelques années avant les premières grandes réalisations de Schubert dans ce genre, À la Bien-aimée lointaine est le premier cycle de lieder de l'histoire de la musique. L'opus 98 est une des rares œuvres composées dans la période sombre que traversait alors le compositeur qui, muré dans sa surdité et dans une situation financière délicate, se trouvait de plus en plus isolé. L'identité de la Bien-aimée lointaine à laquelle Beethoven pensait en mettant en musique ces poèmes reste inconnue. Il semble qu'il ne s'agit pas de l’Immortelle Bien-aimée, destinataire de la lettre énigmatique rédigée par Beethoven quatre ans plus tôt, en juillet 1812.

## Structure
Le cycle comporte six lieder :
1. Lied 1 en mi bémol majeur : « Auf dem Hügel sitz'ich, spähend… »
2. Lied 2 en sol majeur : « Wo die Berge so blau… »
3. Lied 3 en la bémol majeur et mineur : « Leichte Segler in den Höhen… »
4. Lied 4 en la bémol majeur : « Diese Wolken in den Höhen… »
5. Lied 5 en ut majeur : « Es kehret der Maien, es blühet die Au… »
6. Lied 6 en mi bémol majeur : « Nimm sie hin denn, diese Lieder… »

## Traduction
Merci de procéder au transfert en conservant l'historique. 
| An die ferne Geliebte | À la Bien-aimée lointaine |
| --- | --- |
| 1 Auf dem Hügel sitz ich, spähend In das blaue Nebelland, Nach den fernen Triften sehend, Wo ich dich, Geliebte, fand. Weit bin ich von dir geschieden, Trennend liegen Berg und Tal Zwischen uns und unserm Frieden, Unserm Glück und unsrer Qual. Ach, den Blick kannst du nicht sehen, Der zu dir so glühend eilt, Und die Seufzer, sie verwehen In dem Raume, der uns teilt. Will denn nichts mehr zu dir dringen, Nichts der Liebe Bote sein? Singen will ich, Lieder singen, Die dir klagen meine Pein! Denn vor Liedesklang entweichet Jeder Raum und jede Zeit, Und ein liebend Herz erreichet, Was ein liebend Herz geweiht! | 1 Je suis assis sur la colline, les yeux fixés sur le paysage bleu de brouillard, regardant les pâturages lointains où je t'ai trouvée, toi, ma bien-aimée. Je suis parti loin de toi, les monts et les vallées nous coupent de notre quiétude, de notre bonheur et de nos peines. Ah! tu ne peux voir ce regard, qui ardemment se hâte vers toi et les soupirs se perdent dans l'espace qui nous sépare! Plus rien ne veut donc plus t'atteindre? Plus rien ne veut donc être messager de l' amour? Je veux chanter, chanter des chants qui te parlent de ma peine! Car au son d'une chanson s'efface la distance et le temps et un cœur amoureux reçoit ce qu'un cœur amoureux lui a voué.                                                |
| 2 Wo die Berge so blau Aus dem nebligen Grau Schauen herein, Wo die Sonne verglüht, Wo die Wolke umzieht, Möchte ich sein! Dort im ruhigen Tal Schweigen Schmerzen und Qual. Wo im Gestein Still die Primel dort sinnt, Weht so leise der Wind, Möchte ich sein! Hin zum sinnigen Wald Drängt mich Liebesgewalt, Innere Pein. Ach, mich zög's nicht von hier, Könnt ich, Traute, bei dir Ewiglich sein! | 2 Là où les monts si bleus émergent du brouillard gris, là où le soleil se couche, là où s'avance le nuage, là je voudrais être! Là-bas dans la vallée calme se taisent les douleurs et la peine. Là où sur la roche la primevère rêve paisiblement, là où la brise souffle, légère, là je voudrais être. Vers la forêt rêveuse la force de l'amour me pousse, intolérable peine. Ah! mais rien ne me ferait partir d'ici si je pouvais être éternellement près de toi, ma bien-aimée! |
| 3 Leichte Segler in den Höhen, Und du, Bächlein klein und schmal, Könnt mein Liebchen ihr erspähen, Grüßt sie mir viel tausendmal. Seht ihr, Wolken, sie dann gehen Sinnend in dem stillen Tal, Laßt mein Bild vor ihr entstehen In dem luft'gen Himmelssaal. Wird sie an den Büschen stehen, Die nun herbstlich falb und kahl. Klagt ihr, wie mir ist geschehen, Klagt ihr, Vöglein, meine Qual. Stille Weste, bringt im Wehen Hin zu meiner Herzenswahl Meine Seufzer, die vergehen Wie der Sonne letzter Strahl. Flüstr' ihr zu mein Liebesflehen, Laß sie, Bächlein klein und schmal, Treu in deinen Wogen sehen Meine Tränen ohne Zahl! | 3 Oiseaux dans les cieux, petit ruisseau, si vous pouvez voir ma bien-aimée, transmettez-lui mille fois mon souvenir! Et vous, nuages, si ensuite vous la voyez marcher d'un air rêveur dans la tranquille vallée, évoquez vite mon image dans l'éther! Si elle se tient près des buissons qui maintenant en automne sont décolorés et sans feuilles, petits oiseaux, contez-lui ce qui m'est arrivé, contez-lui ma peine! Calmes vents d'ouest, portez à l'élue de mon cœur mes soupirs, qui s'éteignent comme le dernier rayon du soleil. Petit ruisseau, chuchote-lui ma plainte amoureuse, montre-lui fidèlement mes larmes innombrables.                                                                                               |
| 4 Diese Wolken in den Höhen, Dieser Vöglein muntrer Zug, Werden dich, o Huldin, sehen. Nehmt mich mit im leichten Flug! Diese Weste werden spielen Scherzend dir um Wang' und Brust, In den seidnen Locken wühlen. Teilt ich mit euch diese Lust! Hin zu dir von jenen Hügeln Emsig dieses Bächlein eilt. Wird ihr Bild sich in dir spiegeln, Fließ zurück dann unverweilt! | 4 Ces nuages dans les cieux, cet envol joyeux d'oiseaux vont te voir, ô bien-aimée! Emmenez-moi dans votre vol léger! Ces vents d'ouest vont jouer en riant le long de ta joue, de ta poitrine et dans tes boucles soyeuses. Puissé-je partager ce plaisir avec vous! Vers toi ce ruisseau descend rapidement de ces collines; si elle se reflète dans tes eaux, que son image retourne vite vers moi! |
| 5 Es kehret der Maien, es blühet die Au, Die Lüfte, sie wehen so milde, so lau, Geschwätzig die Bäche nun rinnen. Die Schwalbe, die kehret zum wirtlichen Dach, Sie baut sich so emsig ihr bräutlich Gemach, Die Liebe soll wohnen da drinnen. Sie bringt sich geschäftig von kreuz und von quer Manch weicheres Stück zu dem Brautbett hieher, Manch wärmendes Stück für die Kleinen. Nun wohnen die Gatten beisammen so treu, Was Winter geschieden, verband nun der Mai, Was liebet, das weiß er zu einen. Es kehret der Maien, es blühet die Au. Die Lüfte, sie wehen so milde, so lau. Nur ich kann nicht ziehen von hinnen. Wenn alles, was liebet, der Frühling vereint, Nur unserer Liebe kein Frühling erscheint, Und Tränen sind all ihr Gewinnen. | 5 Le mois de mai revient et les prés sont en fleurs. L'air tiède souffle doucement et les rivières coulent, bavardes... L'hirondelle revient à son toit accueillant et construit avec zèle sa demeure nuptiale, l'amour doit y habiter. Elle apporte de droite et de gauche des brins, plus doux pour son lit, plus chauds pour les oisillons. Maintenant les époux vivent enfin ensemble; ce que l'hiver avait séparé, mai le rassemble car il sait réunir ceux qui s'aiment. Mai revient, les prés sont en fleurs, l'air tiède souffle doucement, seulement moi je ne peux partir... Au moment où tout ce qui s'aime est réuni par le printemps, notre amour ne connaît pas de printemps et ne gagne que des larmes, oui, que des larmes. |
| 6 Nimm sie hin denn, diese Lieder, Die ich dir, Geliebte, sang, Singe sie dann abends wieder Zu der Laute süßem Klang. Wenn das Dämmrungsrot dann ziehet Nach dem stillen blauen See, Und sein letzter Strahl verglühet Hinter jener Bergeshöh; Und du singst, was ich gesungen, Was mir aus der vollen Brust ohne Kunstgepräng erklungen, Nur der Sehnsucht sich bewußt: Dann vor diesen Liedern weichet Was geschieden uns so weit, Und ein liebend Herz erreichet Was ein liebend Herz geweiht. \| | 6 Accepte donc ces chansons que je te chantais, ô bien-aimée, et chante-les le soir en t'accompagnant du son doux de ton luth! Quand le crépuscule s'étend vers le lac calme et bleu et que le dernier rayon disparaît derrière la cime de cette montagne et quand tu chantes ce que je chantais, ce qui sortait avec force de ma poitrine, sans artifice, seulement conscient de cette langueur, alors ce qui nous a séparés cède devant ces chansons et un cœur amoureux reçoit ce qu'un cœur amoureux lui a voué. |